# Jacqueline Bracamontes

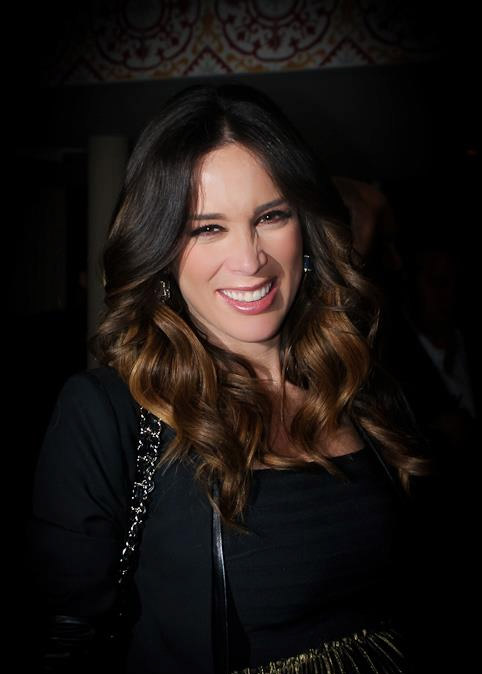
Jacqueline Bracamontes, 2014

Jacqueline Bracamontes van Hoorde (* 23. Dezember 1979 in Guadalajara, Jalisco) ist eine mexikanische Schauspielerin und Model, die 2001 zur Nuestra Belleza México (Miss Mexiko) gewählt wurde. 

## Leben
Jacqueline Bracamontes ist die älteste Tochter des mexikanischen Fußballtrainers Jesús Bracamontes und seiner Ehefrau Jacqueline van Hoorde, einer Mexikanerin mit belgischen Wurzeln. Sie hat eine Schwester namens Alina und einen Bruder namens Jesús Junior.
Während ihrer Schulzeit, die sie größtenteils in Guadalajara verbrachte, absolvierte sie in der Oberstufe ein Auslandsjahr in Connecticut, um ihre englischen Sprachkenntnisse zu vertiefen. Nach dem Schulabschluss 1998 verbrachte sie ein Jahr in Frankreich, um ihre Französisch-Kenntnisse zu erweitern. Mittlerweile spricht sie perfekt französisch. 
Nach ihrer Rückkehr aus Frankreich absolvierte sie ein Journalistikstudium am Instituto Tecnólogico de Estudios Superiores de Occidente (ITESO) in ihrer Heimatstadt Guadalajara. Während des Studiums arbeitete sie als Model und hatte verschiedene Engagements im Fernsehen. 
Durch eines ihrer Fotos, das auf dem Titelbild einer Zeitschrift erschien, wurden die Organisatoren des Schönheitswettbewerbes Nuestra Belleza Jalisco (Miss Jalisco) auf sie aufmerksam und luden sie zur Teilnahme ein. Sie gewann den Titel im Jahr 2000 auf Anhieb und nahm damit auch an der Endausscheidung zur Nuestra Belleza México (Miss Mexiko) 2001 teil, die sie ebenfalls gewann. Dadurch qualifizierte sie sich für die Teilnahme an den Wahlen zur Miss Universe 2001 in Puerto Rico. 
2002 reiste sie im Auftrag des zur Televisa-Gruppe gehörenden spanischsprachigen US-Senders Univisión zur WM, wo sie als Sportjournalistin arbeitete. Im selben Jahr begann sie mit der Schauspielerei und wirkt seither in diversen Telenovelas (Fernsehserien) mit. 

## Filmografie
- 2002: Cómplices al rescate (Fernsehserie)
- 2002: Entre el amor y el odio (Fernsehserie, eine Folge)
- 2002: ¡Vivan los niños! (Fernsehserie, eine Folge)
- 2002: Teletón (Fernsehserie, eine Folge)
- 2003: La hora pico: El reventón (Fernsehfilm)
- 2004: Rubí (Fernsehserie)
- 2004: Alegrijes y rebujos (Fernsehserie, zwei Folgen)
- 2004: Rubí … La descarada (Fernsehfilm)
- 2006: La fea más bella (Fernsehserie, eine Folge)
- 2006: Heridas de amor (Fernsehserie, eine Folge)
- 2007: Cuando las cosas suceden
- 2007–2008: Al diablo con los guapos (Fernsehserie, zwei Folgen)
- 2008: Las tontas no van al cielo (Fernsehserie, zwei Folgen)
- 2009: Sortilegio (Fernsehserie, sechs Folgen)
- 2010: Mujeres asesinas (Fernsehserie, eine Folge)